# Gesellschaftsregister
Das Gesellschaftsregister ist in Deutschland ein öffentliches Register, das über die Rechtsverhältnisse einer eingetragenen Gesellschaft bürgerlichen Rechts (eGbR) Auskunft gibt. Das Register wurde zum 1. Januar 2024 eingeführt.
Mit der Eintragung im Gesellschaftsregister ist die GbR verpflichtet, den Namenszusatz „eingetragene Gesellschaft bürgerlichen Rechts“ oder „eGbR“ zu führen. Mit der Eintragung wird die Gesellschaft selbst Trägerin von Rechten und Pflichten.
Rechtsgrundlagen in Deutschland sind  das Gesetz zur Modernisierung des Personengesellschaftsrechts (Personengesellschaftsrechtsmodernisierungsgesetz – MoPeG) vom 10. August 2021 und die Verordnung über die Einrichtung und Führung des Gesellschaftsregisters (Gesellschaftsregisterverordnung – GesRV) vom 16. Dezember 2022 im Rahmen des Registerrechts. Soweit die Gesellschaftsregisterverordnung nichts anderes bestimmt, ist die Handelsregisterverordnung für die Einrichtung und Führung des Gesellschaftsregisters anwendbar.
Das Gesellschaftsregister wird bei den Amtsgerichten elektronisch geführt. Funktionell zuständig als Entscheidungsperson ist der Rechtspfleger (§ 3 Nummer 1 n RPflG).
Den Gesellschaftern einer rechtsfähigen Gesellschaft bürgerlichen Rechts steht es frei, ihre Personengesellschaft beim zuständigen Gericht zur Eintragung in das Gesellschaftsregister anzumelden (§ 707 BGB). Die Anmeldung selbst und spätere rechtliche Veränderungen sind dem Gesellschaftsregister zur Eintragung über einen Notar in elektronischer Form einzureichen.
Die Eintragung der Gesellschaft bürgerlichen Rechts in das Gesellschaftsregister ist jedoch notwendig, wenn diese in einem anderen Register als Berechtigte eingetragen werden soll. So ist nach § 707a Absatz 1 Satz 2 BGB die GbR einzutragen, wenn sie wiederum als Gesellschafterin einer anderen Gesellschaft eingetragen werden soll. Weiterhin ist eine Eintragung der GbR im Register für eine Eintragung als Berechtigte im Grundbuch nach § 47 Absatz 2 GBO notwendig.